# Kafr asz-Szajch Szihata
Kafr asz-Szajch Szihata – miejscowość w Egipcie, w muhafazie Al-Minufijja, w dystrykcie Tala. W 2006 roku liczyła 9999 mieszkańców.